# Русское палеонтологическое общество
Палеонтологическое общество при Российской академии наук — научное общество, объединяющее граждан России и других стран, ведущих работы в области палеонтологии, биостратиграфии, палеобиологии, палеобиогеографии и смежных наук.
Основано в 1916 году как «Ру́сское палеонтологи́ческое о́бщество» (фр. Société Paléontologique de Russie).

## История
Общество возникло в городе Петроград, на Васильевском острове, где были сосредоточены главные центры развития отечественной геологии — Академия наук, Горный институт, Минералогическое общество, Петроградский университет и Геологический комитет.
Впервые идея о создании Русского палеонтологического общества была выдвинута палеоботаником М. Д. Залесским, старшим палеонтологом Геологического комитета. Им был подготовлен проект первого Устава.
Среди членов-учредителей общества были:
- Андрусов, Николай Иванович
- Амалицкий, Владимир Прохорович
- Алексеев, Алексей Карпович
- Арнольди, Владимир Митрофанович
- Баярунас, Михаил Викентьевич
- Борисяк, Алексей Алексеевич
- Криштафович, Николай Иосифович
- Криштофович, Африкан Николаевич
- Крокос, Владимир Иванович
- Мензбир, Михаил Александрович
- Миссуна, Анна Болеславовна
- Павлова, Мария Васильевна
- Павлов, Алексей Петрович
- Пригоровский, Михаил Михайлович
- Рябинин, Анатолий Николаевич
- Рябинин, Валериан Николаевич
- Сукачёв, Владимир Николаевич
- Сушкин, Пётр Петрович
- Тихонович, Николай Николаевич
- Яковлев, Николай Николаевич
- Янишевский, Михаил Эрастович
- и другие, всего 51 член-учредитель.

Официальная регистрация Русского палеонтологического общества и его первого устава состоялось 9 (22) февраля 1916 года в Петрограде. 17 февраля (1 марта) 1916 года в помещении Геологического комитета состоялось первое заседание общества. На нём были выбраны: председатель — Н. Н. Яковлев и члены Совета — Н. И. Андрусов, А. А. Борисяк, М. Д. Залесский, А. Н. Криштофович, М. В. Павлова, А. Н. Рябинин, П. И. Степанов и М. Э. Янишевский.
В 1973 году Общество перешло в ведение Академии наук СССР в составе Секции наук о Земле, был принят новый Устав.
К началу 1980-х годов число членов Общества приблизилось к полутора тысячам, а число отделений превысило три десятка.

### Официальные названия
Общество несколько раз изменяло своё название:
- 1916 — Русское палеонтологическое общество (РПО), по усатавам от 9 (22) февраля 1916 года и 18 августа 1924 года.
- 1933 — Государственное Всероссийское палеонтологическое общество (ГВПО), по уставу от 8 апреля 1933 года.
- 1949 — Всесоюзное палеонтологическое общество (ВПО), по уставам от 15 сентября 1949 года и 2 февраля 1959 года.
- 1973 — Всесоюзное палеонтологическое общество при Академии Наук СССР (ВПО АН СССР), по уставу от 1973 года.
- 1994 — Палеонтологическое общество при Российской Академии Наук (ПО РАН), по уставу от 20 сентября 1994 года.

### Руководство
По годам избрания:
- 1916 — Яковлев, Николай Николаевич, председатель Русского палеонтологического общества (с 1940 — почётный председатель)
- 1940 — Рябинин, Анатолий Николаевич, председатель Государственного всероссийского палеонтологического общества
- 1945 — Криштофович, Африкан Николаевич, председатель Государственного всероссийского палеонтологического общества
- 1954 — Горский, Иван Иванович, председатель Всесоюзного палеонтологического общества (с 1956 — президент, c 1973 — почётный президент)
- 1973 — Соколов, Борис Сергеевич, президент Всесоюзного палеонтологического общества при АН СССР.
- 2013 — Розанов, Алексей Юрьевич, президент Палеонтологического общества при РАН.

В 1940 году Н. Н. Яковлева, который пробыл на посту председателя Общества 24 года, избрали почетным председателем. Его преемником стал А. Н. Рябинин.
С началом Великой Отечественной войны деятельность Общества временно прервалась. В 1942 году в блокадном Ленинграде скончались председатель А. Н. Рябинин и казначей Е. В. Лермонтова. Все бумаги и библиотека Общества в годы войны были сохранены во Всесоюзной геологической библиотеке.
К концу 1945 года Общество возобновило свою работу. Председателем был избран А. Н. Криштофович.
В 1954 году председателем Общества (с 1956 года президентом) был выбран И. И. Горский, сменив на этом посту скончавшегося А. Н. Криштофовича.
В 1973 году президентом Общества был избран Б. С. Соколов. И. И. Горский по собственной просьбе был освобождён от должности президента ВПО и стал его почётным президентом.
После смерти 2 сентября 2013 года пятого президента Общества Б. С. Соколова голосованием членов Центрального совета был избран А. Ю. Розанов, академик-секретарь Отделения биологических наук, член Президиума РАН.

## Деятельность
Палеонтологическое общество занимается содействием палеонтологическим исследованиям, организацией профессиональных мероприятий (конференции, семинары, школы), популяризации палеонтологии и истории науки.
Раз в год в Институте Карпинского (ВСЕГЕИ) под эгидой общества проводят сессии Палеонтологического общества. На сессии делают доклады как именитые палеонтологи, так и студенты профильных кафедр и институтов со всей России.
Так же общество занимается изданием трудов его членов, посвящённых различным направлениям палеонтологии, истории науки и деятельности общества, музейному делу (напр., «Труды Палеонтологического общества»).

## Структура
Высшим органом Общества является Съезд (Общее собрание). В период между Съездами (Общими собраниями) деятельность Общества направляет Центральный совет Общества.
Президиум Центрального совета Общества в составе президента Общества, вице-президента, ученых секретарей и членов Президиума Центрального совета Общества.
- Отделения Общества.
- Секции Общества.

### Секции и отделения
В советский период деятельности ВПО помимо региональных и республиканских отделений были организованы предметные или тематические секции:
- Палеоботаническая секция (1957 год, председатель И. М. Покровская),
- Секция математических методов в палеонтологии (1970 год, председатель А. Н. Олейников),
- Секция по охране уникальных и ценных палеонтологических объектов (с 1974 года председатель Р. Ф. Геккер, с 1984 года председатель А. Н. Иванов, с 1986 года председатель А. В. Лапо),
- Секция по вопросам палеонтологического образования (1974 год, председатель В. В. Друщиц), музеев (1982 год, председатель — директор ЦНИГР музея О. А. Соболев).

### Члены общества
В Палеонтологическом обществе состоят три категории членов:
- Почётные члены. В почётные члены общества посвящают учёных-палеонтологов за выдающийся вклад в науку и содействие научно-технического прогрессу;
- Действительные члены. Действительными членами могут стать граждане России и других стран, являющиеся учёными и специалистами-практиками, своей деятельностью содействующие осуществлению целей и задач общества;
- Члены-коллективы. Представляют коллективы профильных институтов и организаций России и других стран.

Все члены общества, за исключением почётных и действительных, вышедших на пенсию, платят установленные вступительный и ежегодный членский взносы. Всем членам общества выдаётся членский билет соответствующей категории.

## Награды и звания общества
В 1981 году по предложению О. С. Вялова Совет Общества учредил высшую персональную награду — Почётный диплом общества.

### Почётные члены
Почётные члены общества, по году избрания:
1916
- Карпинский, Александр Петрович (1847—1936)

1917
- Игнатьев, Павел Николаевич (1870—1926)

1926
- Павлов, Алексей Петрович (1854—1929)
- Яковлев, Николай Николаевич (1870—1966)

1936
- Борисяк, Алексей Алексеевич (1872—1944)
- Палибин, Иван Владимирович (1872—1949)

1941
- Залесский, Михаил Дмитриевич (1877—1946)

1948
- Берг, Лев Семенович (1876—1950)
- Янишевский, Михаил Эрастович (1871—1949)

1951
- Наливкин, Дмитрий Васильевич (1889—1982)
- Рябинин, Валериан Николаевич (1874—1942)
- Яворский, Василий Иванович (1875—1974)

1957
- Лихарев, Борис Константинович (1887—1973)

1958
- Ренгартен, Владимир Павлович (1882—1964)

1959
- Семихатова, Софья Викторовна (1889—1973)

1960
- Богачёв, Владимир Владимирович (1881—1965)
- Орлов, Юрий Александрович (1893—1966)
- Чернов, Александр Александрович (1877—1963)

1961
- Либрович, Леонид Сигизмундович (1891—1967)

1962
- Давиташвили, Лео Шиович (1895—1977)

1964
- Вялов, Олег Степанович (1904—1988)
- Горский, Иван Иванович (1893—1975)
- Нехорошев, Василий Петрович (1893—1977)

1965
- Болховитинова, Мария Александровна (1877—1957)
- Марковский, Борис Павлович (1895—1966)
- Раузер-Черноусова, Дагмара Максимилиановна (1895—1996)
- Субботина, Нина Николаевна (1904—1984)

1966
- Ализаде, Камбай Аскерович (1899—1990)
- Борисяк, Марианна Алексеевна (1897—1983)
- Бубличенко, Николай Лазаревич (1899—1990)
- Геккер, Роман Федорович (1900—1991)

1967
- Войновский-Кригер, Константин Генрихович (1894—1979)
- Покровская, Ирина Митрофановна (1902—1970)

1969
- Сарычева, Татьяна Георгиевна (1901—1978)
- Толмачёв, Александр Иннокентьевич (1903—1979)
- Фурсенко, Александр Васильевич (1903—1975)

1970
- Меннер, Владимир Васильевич (1905—1989)
- Стрельников, Иван Дмитриевич (1887—1981)

1971
- Воронец, Надежда Степановна (1881—1979)
- Гурьянова, Евпраксия Федоровна (1902—1981)
- Линдбер,г Георгий Устинович (1894—1976)

1972
- Беляева, Елизавета Ивановна (1894—1983)
- Камышева-Елпатьевская, Вера Григорьевна (1901—1993)
- Радугин, Константин Владимирович (1899—1985)
- Тихвинская, Евгения Ивановна (1901—1976)

1973
- Варфоломеев, Петр Николаевич (1897—1976)
- Дайн, Лидия Григорьевна (1899—1985)
- Максимова, Злата Александровна (1912—1978)

1975
- Кипарисова, Любовь Дмитриевна (1905—1978)
- Наливкин, Борис Васильевич (1895—1979)

1976
- Али-Заде, Ашраф Абдуллович (1911—1985)
- Вахрамеев, Всеволод Андреевич (1912—1986)
- Никифорова, Ольга Ивановна (1905—1994)
- Степанов, Дмитрий Леонидович (1907—1996)
- Ходалевич, Анатолий Николаевич (1906—1993)

1977
- Крымгольц, Григорий Яковлевич (1907—1997)
- Эйнор, Ольгерд Леонардович (1908—1991)

1978
- Алиев, Муса Мирзоевич (1908—1985)

1979
- Иванова, Елена Алексеевна (1901—2005)
- Калмыкова, Мария Алексеевна (1909—2000)
- Мартынова, Ольга Михайловна (1900—1997)
- Модзалевская, Евгения Алексеевна (1909—1983)
- Новик, Екатерина Иосифовна (1898—1884)
- Обут, Александр Михайлович (1911—1988)
- Рагозин, Леонид Алексеевич (1909—1983)
- Сергунькова, Ольга Ивановна (1897—1992)
- Соколов, Борис Сергеевич (1914—2013)
- Хабаков, Александр Васильевич (1904—1988)
- Хозацкий, Лев Исаакович (1913—1992)
- Чернышева, Нина Евгеньевна (1912—2003)

1980
- Иванов, Анатолий Николаевич (1910—1990)
- Мартинсон, Герберт Генрихович (1911—1997)
- Полетаева, Ольга Константиновна (1900—1982)

1981
- Ананьев, Анатолий Романович (1911—1992)
- Бобкова, Наталия Николаевна (1911—1991)
- Грамм, Мендель Наумович (1910—1997)
- Елтышева, Раиса Степановна (1910—1994)
- Жамойда, Александр Иванович
- Куликов, Михаил Ваильевич (1913—1985)
- Ржонсницкая, Мария Адольфовна (1912—2005)

1982
- Кузичкина, Юлия Михайловна (род. 1910)
- Лесовая, Антонина Ивановна (1921—2002)
- Репман, Елена Анатольевна (1907—1989)
- Шмидт, Олимпиада Ивановна (1896—1989)

1983
- Байковская, Татьяна Николаевна (1912-)
- Богданович, Александр Карлович (1908—1991)

1984
- Айзенверг, Давид Ефремович (1908—1994)
- Бражникова, Нина Евгеньевна (1908—1992)
- Каптаренко-Черноусова, Ольга Константиновна (1899—1984)
- Миронова, Людмила Владимировна (1924—2007)
- Мягкова, Елизавета Ивановна (1913—2000)
- Пастернак, Северин Иванович (1899—1994)

1985
- Дидковский, Валентин Яковлевич (1914—1995)
- Заклинская, Елена Дмитриевна (1910—1989)
- Макридин, Владимир Петрович (1915—2001)

1987
- Королёва, Мария Николаевна (1910—2003)

1988
- Гасанов, Тофиг Абдуллаевич (1921—2005)

1989
- Васильев, Игорь Викторович (1921—2005)
- Дубатолов, Виктор Николаевич (1924—2011)
- Радченко, Маргарита Иосифовна (1921-)

1990
- Донакова, Людмила Михайловна (1930—2002)
- Осипова, Александра Ивановна (1914—2007)

1991
- Ивания, Валентина Антоновна (1914—1994)
- Таиров, Чингиз Ахмед оглы (1925-)

1994
- Богданова, Тамара Николаевна
- Липман, Раиса Хаимовна (1914—2000)
- Стукалина, Галина Александровна (1928—1998)

1995
- Калашников, Николай Власович (1926—2004)
- Колобова, Ирина Михайловна
- Краснов, Виктор Иванович
- Папулов, Георгий Николаевич (1914—2006)
- Розанов, Алексей Юрьевич

1996
- Модзалевская, Татьяна Львовна
- Очев, Виталий Георгиевич (1931—2004)
- Ошуркова, Майя Владимировна
- Ровнина, Лидия Васильевна (1927—2010)
- Шиманский, Виктор Николаевич (1916—1997)

1997
- Кулева, Галина Васильевна (1931—2008)
- Лобачева, Светлана Владимировна (1933—2011)
- Подобина, Вера Михайловна
- Сулимов, Иван Никифорович (1917—2002)

1998
- Лапо, Андрей Витальевич (1937—2019)
- Чермных, Владимир Алексеевич (1931—1998)

1999
- Воженникова, Тамара Федоровна (1914—2000)
- Гаврилова, Вера Александровна
- Чудинов, Петр Константинович (1922—2002)

2000
- Алексеева, Раиса Евграфовна
- Красилов, Валентин Абрамович (1937—2015)
- Маркевич, Валентина Саввична
- Невесская, Лидия Александровна (1923—2009)
- Синица, Софья Михайловна

2001
- Олейников, Александр Николаевич (1936—2013)
- Петрунина, Зоя Евдокимовна (1931—2011)
- Соловьёв, Андрей Николаевич
- Татаринов, Леонид Петрович (1926—2011)

2002
- Киричкова, Анна Ивановна
- Миних, Максим Георгиевич
- Сапельников, Вадим Петрович (1930—2004)

2003
- Гладенков, Юрий Борисович
- Кухтинов, Дмитрий Акимович

2004
- Афанасьева, Марина Спартаковна
- Вишневская, Валентина Сергеевна
- Каныгин, Александр Васильевич
- Нальняева, Тамара Ивановна

2005
- Бугрова, Элеонора Михайловна
- Котляр, Галина Васильевна
- Кузнецова, Кирилла Ивановна (1929—2005)

2006
- Амитров, Олег Владимирович
- Глезер, Зоя Ильинична (1929—2006)
- Захаров, Виктор Александрович
- Попов, Андриан Васильевич

2007
- Абушик, Анна Федосовна
- Крымгольц, Наталия Григорьевна
- Ожгибесов, Владимир Петрович

2008
- Краснов, Евгений Васильевич
- Пухонто, Светлана Кирилловна
- Цыганко, Владимир Степанович

2009
- Алексеев, Александр Сергеевич
- Богоявленская, Олимпиада Васильевна (1936—2011)
- Негруца, Владимир Зиновьевич (1934—2011)

2010
- Корень, Татьяна Николаевна (1935—2010)
- Шурыгин, Борис Николаевич

2011
- Атабекян, Ашот Арсенович
- Неуструева, Ирина Юрьевна
- Соболевская, Римма Федоровна
- Ушатинская, Галина Тихоновна
- Шишкин, Михаил Александрович
- Щербаков, Олег Анатольевич

2012
- Анцыгин, Николай Яковлевич (1937—2014)
- Киселёв, Геннадий Николаевич
- Сенников, Николай Валерианович

2013
- Колосов, Петр Николаевич
- Полуботко, Инга Владимировна
- Снигиревская, Наталия Сергеевна

2014
- Чувашов, Борис Иванович
- Нехорошева, Людмила Васильевна

2015
- Волкова, Валентина Сергеевна
- Копаевич, Людмила Федоровна
- Лучинина, Вероника Акберовна
- Меледина, Светлана Владимировна
- Тесаков, Юрий Иванович

## Издания
- «Ежегодник» РПО. С 1977 г. по 1991 г. было опубликовано 15 томов Ежегодника ВПО (с XX по XXXIV том), с 1976 г. по 1995 г. — 23 тома трудов годичных сессий (с XIII по XXXVI сессию).
- Труды годичных сессий Общества.
- Справочник «Всесоюзное палеонтологическое общество» (1984) под редакцией Б. С. Соколова и Л. В. Мироновой и позднее дополнение к нему (составитель Л. В. Миронова, 1990).